# Веррацано-Нарроус
Верраца́но-На́рроус, мост Верразано-Нэрроуз (англ. Verrazzano-Narrows Bridge /verəˌzɑːnəʊ ˌnærəʊz ˈbrɪdʒ/) — один из крупнейших в мире висячих мостов, соединяющий районы Нью-Йорка Бруклин и Статен-Айленд. Длина центрального пролёта моста составляет 1298 м, боковых пролётов — по 370,5 м. Пилоны высотой 211,3 м, на которых подвешены несущие тросы моста, видны из большей части Нью-Йорка. Мост «двухэтажный», на каждом из «этажей» находится по 6 полос для движения автотранспорта.
Мост построен в 1964 году и назван в честь итальянского мореплавателя Джованни да Верраццано, первого европейца, вошедшего в бухту Нью-Йорк и реку Гудзон. До 1981 года мост был самым большим (по длине центрального пролёта) висячим мостом в мире; на январь 2014 года — является 11-м в мире по этому параметру, и первым в США среди мостов такой конструкции.
Мост Веррацано принадлежит городской администрации Нью-Йорка и находится под управлением компании «Triborough Bridge and Tunnel Authority» — агентства, аффилированного с «Metropolitan Transportation Authority».
Мост является «завершающим звеном» в системе скоростных шоссе, окружающих Нью-Йорк; через него проходит трасса Interstate 278. Любое круизное судно и большинство коммерческих судов, прибывающих в крупнейший город США, проходят под мостом Веррацано, поскольку просвет под мостом (расстояние по вертикали от нижней кромки моста до поверхности воды) составляет 69,5 м.
Мост приобрёл широкую известность во всём мире в связи с тем, что здесь стартует ежегодный Нью-Йоркский марафон.

## Лица, причастные к строительству моста
|                     | Имя                         |
| ------------------- | --------------------------- |
| Старший партнёр     | Othmar Herrmann Ammann      |
| Главный инженер     | Милтон Брумер               |
| Руководители        | Герб Ротман, Фрэнк Л. Шталь |
| Архитектор          | Леопольд Н. Джаст           |
| Инженер-конструктор | Джон Вест Кинни             |